# Bridge over Troubled Water (폴 데즈먼드의 음반)
《Bridge over Troubled Water》는 1970년 10월에 발매한 폴 데즈먼드의 정규 음반이다. 이 음반에는 사이먼 & 가펑클의 노래를 돈 세브스키가 편곡한 노래가 수록되어 있다.

## 평가
올뮤직의 리처드 S. 지넬은 이 음반에 별 다섯 개 만점 중 세 개 반을 주었다.

## 트랙 리스트
| 전문가 평가 | 전문가 평가 |
| 평가 점수   | 평가 점수   |
| 출처        | 점수        |
| ----------- | ----------- |
| AllMusic    | [ 1 ]       |

전통곡인 〈Scarborough Fair/Canticle〉을 아트 가펑클이 사이먼과 아트 가펑클이 편곡한 것을 제외하고는 모든 노래를 폴 사이먼이 만들었다.
1. "El Condor Pasa" – 3:05
2. "So Long, Frank Lloyd Wright" – 3:27
3. "The 59th Street Bridge Song (Feelin' Groovy)" – 5:11
4. "Mrs. Robinson" – 2:42
5. "Old Friends" – 3:54
6. "America" – 3:58
7. "For Emily, Whenever I May Find Her" – 4:03
8. "Scarborough Fair/Canticle" – 4:23
9. "Cecilia" – 2:14
10. "Bridge over Troubled Water" – 3:24

## 크레딧
- 폴 데즈먼드 - 알토 색소폰
- 허비 행콕 - 전기 피아노
- 론 카터 - 더블 베이스
- 제리 제멋 - 펜더 베이스
- 아이르토 모레이라, 빌 라보로냐, 하오 팔마 - 드럼
- 진 베르토니치, 샘 브라운 - 기타
- 돈 세브스키 - 편곡